# Geraldine (Nowa Zelandia)
Geraldine (maor. Heratini) – miasto w Nowej Zelandii. Położone we wschodniej części Wyspy Południowej, w regionie Canterbury, 2250 mieszkańców. (dane szacunkowe – styczeń 2010).